# Carex cortesii
Carex cortesii är en halvgräsart som beskrevs av Frederik Michael Liebmann. Carex cortesii ingår i släktet starrar, och familjen halvgräs. Inga underarter finns listade i Catalogue of Life.